# Geoffroea
Geoffroea é um género botânico pertencente à família Fabaceae.